# Anna Telugu Desam Party
Anna Telugu Desam Party (ATDP) var ett regionalt politiskt parti i den indiska delstaten Andhra Pradesh. Partiets nuvarande existens är oklar.

## Partihistorik
ATDP bildades av Telugu Desam-ledaren N.T. Rama Raos tredje son, N. Harikrishna den 26 januari 1999. Egentligen var splittringen inom Telugu Desam Party uppenbar redan innan dess, men Harikrishna valde att vänta till den 26 januari på inrådan av sina astrologer. Harikrishna anklagade N Chandrababu Naidu för korruption, för att ha alienerat sig från de vanliga väljarna och för att ha avvikit från NTR:s ideal. Ironiskt nog hade Harikrishna deltigt i Naidus kupp inom TDP 1995, då NTR avsattes som partiledare.
Harikrishna hade varit transportminister i Naidus regering och ordförande för TDP:s ungdomsförbund, Telugu Yuvatha.
ATDP satsade hårt inför delstatsvalet i Andhra Pradesh 1999. Man bildade en valallians med Communist Party of India och Communist Party of India (Marxist) (som båda innan dess hade varit allierade med TDP). En viktig stötesten(?) i samarbetet var frågan om Sonia Gandhis eventuella premiärministerskap, då ATDP ville förbjuda utlandsfödda att styra landet emedan vänstern ansåg att en sådan linje var helt oacceptabel. Totalt lanserade ATDP kandidater i 191 valkretsar, men insatsen floppade helt. Partiet fick 371718 röster (1,12% av rösterna i delstaten) och inte ett enda mandat.
I valet till Lok Sabha samma år lanserade partiet 20 kandidater, och fick totalt 244045 röster (0,73% av rösterna i Andhra Pradesh) och inga mandat.

## Partiet idag
Efter valen 1999 förefaller ATDP ha deaktiverats. Det är oklart om partiet finns kvar idag, men beteckningen är fortfarande registrerad hos den indiska valkommissionen.